# Dürükkaş, Muradiye
Dürükkaş là một xã thuộc thành phố Muradiye, tỉnh Van, Thổ Nhĩ Kỳ. Dân số thời điểm năm 2011 là 514 người.